# Orden de la Familia Real de Harald V de Noruega
La Orden de la Familia Real de Harald V de Noruega (en noruego: Kong Harald Vs Husorden) es una Orden de la Familia Real otorgada por el Rey de Noruega a los miembros femeninos de la familia real noruega.  A diferencia de las otras dos órdenes de la familia real, actualmente se otorga. 

## Insignia
La insignia de la orden consiste en un retrato del rey Harald V en un marco enjoyado, suspendido de una cinta roja, con un borde blanco, ribeteado en azul.

## Lista de destinatarias
- Reina Sonia de Noruega
- Princesa Marta Louisa de Noruega
- Princesa Astrid, Sra. Ferner
- Princesa Ragnhild, Sra. Lorentzen
- Mette-Marit, princesa heredera de Noruega
- Princesa Ingrid Alexandra de Noruega
- Ingegjerd Løvenskiold Stuart, dama de la reina Sonia, y esposa de Robert Douglas Stuart, embajador estadounidense en Noruega.[1]